# Pera mantovana
Pera mantovana (IGP) è un prodotto ortofrutticolo italiano a Indicazione geografica protetta. Il disciplinare di produzione prevede sei varietà di pera: William, Max Red Bartlett, conference, decana del comizio, abate Fétel e Kaiser.

## Storia
Nota già nel 1475, la pera mantovana è coltivata nella parte meridionale della provincia di Mantova, in particolare nell'Oltrepò mantovano, nel Viadanese e nei comuni rivieraschi a nord del Po. Su quasi mille ettari si producono ogni anno circa 300 000 quintali di pere.